# Braçac (Tarn i Garona)
Braçac (en francès Brassac) és un municipi francès situat al departament de Tarn i Garona i a la regió d'Occitània.

## Història
Guerau de Galard es va casar el 1250 amb Elionor d'Armanyac que, va aportar la senyoria de Brassac a la Senyoria de Galard.

## Demografia
| 1962                                       | 1968 | 1975 | 1982 | 1990 | 1999 | 2007 |
| ------------------------------------------ | ---- | ---- | ---- | ---- | ---- | ---- |
| 303                                        | 368  | 315  | 307  | 261  | 248  | 265  |
| Des de 1962: població sense dobles comptes |      |      |      |      |      |      |

## Administració
| Període | Identitat        | Partit |
| ------- | ---------------- | ------ |
| 2001-   | Jean-Claude Ajas | PRG    |